# Hochwanner
De Hochwanner is met 2744 meter hoogte na de Zugspitze en de Schneefernerkopf de hoogste bergtop van Duitsland.
De berg ligt op de grens tussen de Duitse deelstaat Beieren en de Oostenrijkse deelstaat Tirol. De berg vormt de hoogste top van de hoofdkam van het Wettersteingebergte, die loopt vanaf de Gatterl tot aan de Obere Wettersteinspitze boven Mittenwald.
Op de top valt de beklimmer een weids uitzicht ten deel, over het Reintal en op de Zugspitze, de Oostenrijkse dalen Leutaschtal en Gaistal, over het Miemingergebergte, het Karwendelgebergte en een groot deel van de Centrale Alpen.
Soms wordt de bergtop ook wel de op een na hoogste bergtop van Duitsland genoemd. De Schneefernkopf wordt namelijk niet altijd als aparte bergtop beschouwd, omdat deze deel uitmaakt van hetzelfde bergmassief als de Zugspitze. De Hochwanner is lange tijd een relatief onbekende berg gebleven, omdat hij verdekt achter de Alpspitze en de  Höllentalspitze gelegen is. Als gevolg daarvan wordt regelmatig nog de Watzmann in de Berchtesgadener Alpen onterecht de op een na hoogste berg van Duitsland genoemd.